# Museo Arqueológico Nacional de Umbría
El Museo arqueológico nacional de Umbría (en italiano: Museo archeologico nazionale dell'Umbría - MANU) es un museo arqueológico con sede en Perugia en la plaza de Giordano Bruno.
Desde 1948 está situado en el complejo del antiguo convento de Santo Domingo. Se articula en dos grandes secciones principales dedicadas a la Prehistoria y al periodo etrusco-romano. En 1960, después de la donación de parte del municipio de Perugia, el Estado italiano entró en la gestión del Museo. En 1964 se instituyó la Soprintendenza alle antichità (hoy, «Soprintendenza per i Beni Archeologici dell'Umbría»).
Muchos de los objetos expuestos provienen de las excavaciones llevadas a cabo en el siglo XIX: entre ellas de gran interés es el «sarcófago dallo Sperandio», el «cipo de Perugia» y los «bronces arcaicos de Castel San Mariano». De gan interés histórico-arqueológico es además la reconstrucción en el lugar de la tumba de los Cai-Cutu (siglos III – I a. C.), comprensiva de los correspondientes ajuares funerarios.
Muchos objetos prehistóricos provienen de la adquisición de una colección privada, pero también de campañas de excavación que, hasta los primeros años del siglo XX, ampliaron las existencias del museo.

## Sección prehistórica
A través de un largo corredor (26 metros) se llega a la primera sala de exposición, en la que están situados materiales que provienen del territorio umbro, pero también de regiones limítrofes, utensilios, armas y ornamentos datables de la primera Edad del Bronce hasta la tardía Edad del Hierro.

## Sección etrusco-romana

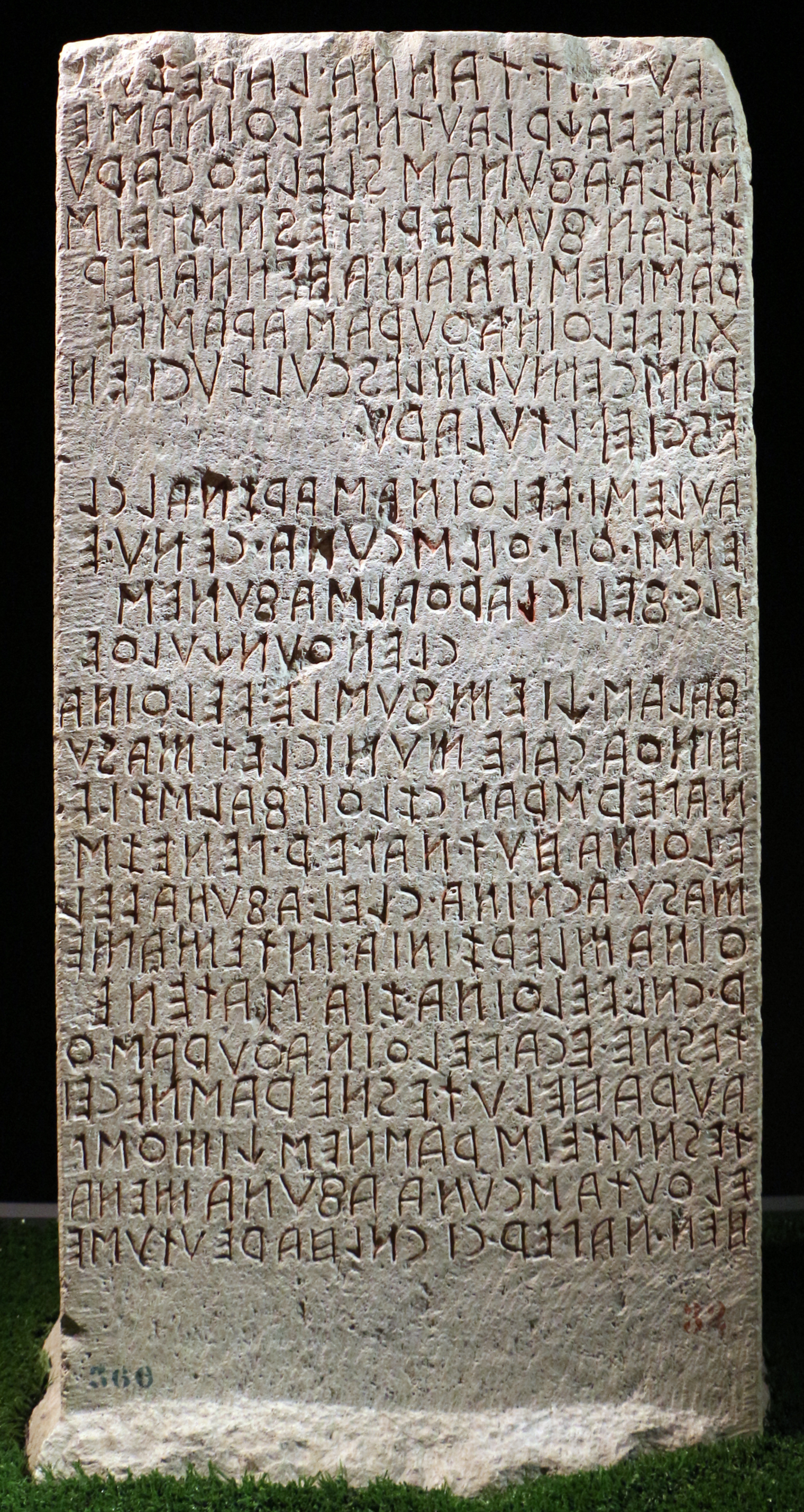
Cipo de Perugia.

El itinerario se inicia bajo las galerías del claustro del convento, a lo largo del cual están situadas una serie de urnas cinerarias, provenientes del territorio perugino, esculpidas esencialmente en travertino, y que contenían las cenizas recogidas después de la cremación de los cuerpos. Con sus inscripciones y decoraciones, las urnas tuvieron un gran papel en el conocimiento del idioma etrusco.
Pasado el claustro se llega a una sala en la cual está situada una gran estatua de bronce, obtenida en Amelia en agosto de 1963, durante las labores de excavación para la construcción de un molino, representando a Germánico (sobrino de Augusto). Actualmente la estatua está en préstamo en el Museo arqueológico de Amelia.
Siguiendo el recorrido se encuentra la «estela funeraria de Monte Gualandro» (finales del VII – inicios del siglo VI a. C.), en arenisca, representando a dos guerreros, y el «Sarcófago dallo Sperandio» (obtenido en Perugia en 1843), datable en torno al 510 – 500 a. C., sobre cuya frente está representado un largo cortejo.
Se pueden admirar, luego, las «láminas de bronce» batido (descubiertas por casualidad en abril de 1812, en Castel San Mariano en el municipio de Corciano), pertenecientes al revestimiento de tres carros de desfile, datables entre el 570 y el 520 a. C., consideradas entre las obras más relevantes de la broncística etrusca arcaica.
El Cipo perugino (descubierto en 1822 sobre la colina de San Marco, cerca de Perugia), conserva uno de los más largos textos etruscos. Se trata de un bloque compacto de travertino con una inscripción (24 líneas sobre la parte anterior y 22 sobre la lateral) en alfabeto etrusco, cuya datación se encuentra entre el III y el siglo II a. C. El contenido de la inscripción se refiere a un acto jurídico estipulado entre dos familias por la posesión de una propiedad.

### Tumba de losCai Cutu

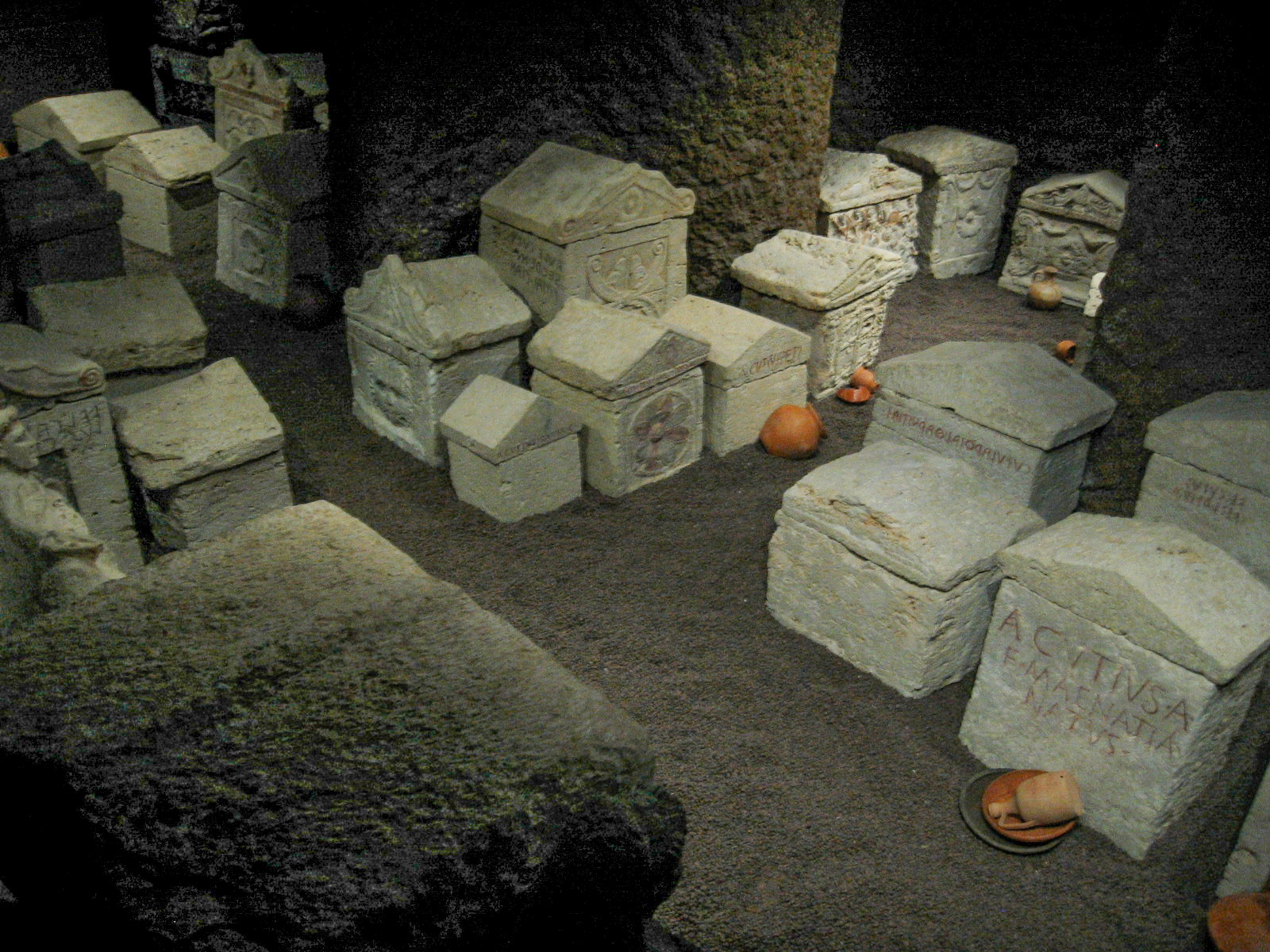
La tumba etrusca de los Cai Cutu.

La tumba etrusca de la familia de los Cai Cutu de Perugia fue descubierta por casualidad (un campesino estaba excavando su huerto y atravesó la parte de la bóveda del vestíbulo) en diciembre de 1983 en perugia. Las tumba (inviolada hasta el momento de su descubrimiento) está constituida por varias cámaras y está datada en la época helenística.
Contenía cincuenta urnas cinerarias del «tipo perugino», en travertino (de las que dos conservan el revestimiento de estuco, y un sarcófago en arenisca, datable entre los siglos III y I a. C., cuyas inscripciones muestran el paso de la lengua etrusca al latín. La tumba ha sido totalmente reconstruida en un local enterrado en el Museo con el corredor dispuesto en la posición original.
De gran interés es también la colección de amuletos e instrumentos mágico-religiosos «Giuseppe Bellucci».